# Finse hockeyploeg (mannen)
De Finse hockeyploeg voor mannen is de nationale ploeg die Finland vertegenwoordigt tijdens interlands in het hockey.
Het team kon zich eenmaal voor de Olympische Spelen plaatsen in 1952. Ze namen tweemaal deel aan het Europees Kampioenschap.

## Erelijst
| Jaar | Champions Trophy | Europees kampioenschap | Olympische Spelen   | Wereldkampioenschap | Hockey World League Hockey Pro League |
| ---- | ---------------- | ---------------------- | ------------------- | ------------------- | ------------------------------------- |
| 1908 |                  |                        | geen deelname       |                     |                                       |
| 1920 |                  |                        | geen deelname       |                     |                                       |
| 1928 |                  |                        | geen deelname       |                     |                                       |
| 1932 |                  |                        | geen deelname       |                     |                                       |
| 1936 |                  |                        | geen deelname       |                     |                                       |
| 1948 |                  |                        | geen deelname       |                     |                                       |
| 1952 |                  |                        | 9e OS 1952 Helsinki |                     |                                       |
| 1956 |                  |                        | geen deelname       |                     |                                       |
| 1960 |                  |                        | geen deelname       |                     |                                       |
| 1964 |                  |                        | geen deelname       |                     |                                       |
| 1968 |                  |                        | geen deelname       |                     |                                       |
| 1970 |                  | 16e EK 1970 Brussel    |                     |                     |                                       |
| 1971 |                  |                        |                     | geen deelname       |                                       |
| 1972 |                  |                        | geen deelname       |                     |                                       |
| 1973 |                  |                        |                     | geen deelname       |                                       |
| 1974 |                  | 18e EK 1974 Madrid     |                     |                     |                                       |
| 1975 |                  |                        |                     | geen deelname       |                                       |
| 1976 |                  |                        | geen deelname       |                     |                                       |
| 1978 | geen deelname    | geen deelname          |                     | geen deelname       |                                       |
| 1980 | geen deelname    |                        | geen deelname       |                     |                                       |
| 1981 | geen deelname    |                        |                     |                     |                                       |
| 1982 | geen deelname    |                        |                     | geen deelname       |                                       |
| 1983 | geen deelname    | geen deelname          |                     |                     |                                       |
| 1984 | geen deelname    |                        | geen deelname       |                     |                                       |
| 1985 | geen deelname    |                        |                     |                     |                                       |
| 1986 | geen deelname    |                        |                     | geen deelname       |                                       |
| 1987 | geen deelname    | geen deelname          |                     |                     |                                       |
| 1988 | geen deelname    |                        | geen deelname       |                     |                                       |
| 1989 | geen deelname    |                        |                     |                     |                                       |
| 1990 | geen deelname    |                        |                     | geen deelname       |                                       |
| 1991 | geen deelname    | geen deelname          |                     |                     |                                       |
| 1992 | geen deelname    |                        | geen deelname       |                     |                                       |
| 1993 | geen deelname    |                        |                     |                     |                                       |
| 1994 | geen deelname    |                        |                     | geen deelname       |                                       |
| 1995 | geen deelname    | geen deelname          |                     |                     |                                       |
| 1996 | geen deelname    |                        | geen deelname       |                     |                                       |
| 1997 | geen deelname    |                        |                     |                     |                                       |
| 1998 | geen deelname    |                        |                     | geen deelname       |                                       |
| 1999 | geen deelname    | geen deelname          |                     |                     |                                       |
| 2000 | geen deelname    |                        | geen deelname       |                     |                                       |
| 2001 | geen deelname    |                        |                     |                     |                                       |
| 2002 | geen deelname    |                        |                     | geen deelname       |                                       |
| 2003 | geen deelname    | geen deelname          |                     |                     |                                       |
| 2004 | geen deelname    |                        | geen deelname       |                     |                                       |
| 2005 | geen deelname    | geen deelname          |                     |                     |                                       |
| 2006 | geen deelname    |                        |                     | geen deelname       |                                       |
| 2007 | geen deelname    | geen deelname          |                     |                     |                                       |
| 2008 | geen deelname    |                        | geen deelname       |                     |                                       |
| 2009 | geen deelname    | geen deelname          |                     |                     |                                       |
| 2010 | geen deelname    |                        |                     | geen deelname       |                                       |
| 2011 | geen deelname    | geen deelname          |                     |                     |                                       |
| 2012 | geen deelname    |                        | geen deelname       |                     |                                       |
| 2013 |                  | geen deelname          |                     |                     | geen deelname                         |
| 2014 | geen deelname    |                        |                     | geen deelname       |                                       |
| 2015 |                  | geen deelname          |                     |                     | geen deelname                         |
| 2016 | geen deelname    |                        | geen deelname       |                     |                                       |
| 2017 |                  | geen deelname          |                     |                     | geen deelname                         |
| 2018 | geen deelname    |                        |                     | geen deelname       |                                       |
| 2019 |                  | geen deelname          |                     |                     | geen deelname                         |
| 2021 |                  | geen deelname          | geen deelname       |                     | geen deelname                         |
| 2022 |                  |                        |                     |                     | geen deelname                         |
| 2023 |                  | geen deelname          |                     | geen deelname       | geen deelname                         |
| 2024 |                  |                        | geen deelname       |                     | geen deelname                         |